# Chikkamaganur, Ranibennur
Chikkamaganur là một làng thuộc tehsil Ranibennur, huyện Haveri, bang Karnataka, Ấn Độ.